# Andigena cucullata
El tucà encaputxat (Andigena cucullata) és una espècie d'ocell de la família dels ramfàstids (Ramphastidae). Rep en diverses llengües un nom similar (anglès: Hooded Mountain Toucan; francès: Toucan à capuchon). Habita la selva humida dels Andes del sud-est del Perú i oest de Bolívia.